# De Jonge Kameraad
De Jonge Kameraad was een Belgisch Nederlandstalig tijdschrift dat werd uitgegeven door de Vlaamsche Federatie van Socialistische Jonge Wachten, het Arbeidersjeugdverbond en de Arbeidersjeugdcentrale (AJC).

## Historiek
Het tijdschrift verscheen voor het eerst op 1 februari 1927. Het laatste exemplaar verscheen in 1936.